# Elecciones a la Junta General del Principado de Asturias de 2003
En las elecciones a la Junta General del Principado de Asturias de 2003 celebradas el 25 de mayo de 2003, resultó vencedor de nuevo el PSOE, reptiendo al frente del Principado Vicente Álvarez Areces, aunque en esta ocasión tuvo que formar gobierno en coalición con IU-BA. URAS perdió todos sus diputados y el PP recuperó gran parte de su fuerza, al pasar de los 15 de las anteriores elecciones a los 19 de esta.

## Candidaturas
Los principales partidos mantuvieron el mismo candidato a la presidencia que en las elecciones de 1999. La FSA-PSOE estuvo liderada por Vicente Álvarez Areces, entonces presidente de Asturias, mientras que el Partido Popular mantuvo a Ovidio Sánchez como cabeza de lista por la circunscripción central. Unión Renovadora Asturiana también mantuvo a Sergio Marqués cómo líder.
Los cambios más importantes vinieron en Izquierda Unida, que en esta ocasión se presenta en coalición con Bloque por Asturies. La coalición estuvo liderada por Francisco Javier García Valledor.

## Campaña
La campaña electoral tuvo una duración de quince días, comenzando a las cero horas del día 9 de mayo de 2003, y finalizando a las veinticuatro horas del día 23 de mayo del mismo año. El 24 de mayo tuvo lugar la jornada de reflexión.

## Resultados
La FSA volvió a ganar las elecciones, aunque en esta ocasión no logró reeditar la mayoría absoluta que había obtenido hace 4 años. El PP, por su parte, mejoró sus resultados respecto a 1999, obteniendo cuatro escaños más. También mejoró sus resultados Izquierda Unida, que logró un diputado más.
| ← Elecciones a la Junta General del Principado de Asturias de 2003 → |                                                   |                                  |         |       |         |     |
| Presidente y gobierno | Partido                                           | Candidato                        | Votos   | %     | Escaños | +/- |
| - Presidente: Vicente Álvarez Areces - Gobierno: PSOE- IU/BA - Censo: 976.104 - Votantes: 623.149 (63,84%) - Abstención: 352.955 (36,16%) - Válidos: 618.716 - A candidatura: 604.573 (97,7%) | Partido Socialista Obrero Español (PSOE)          | Vicente Álvarez Areces           | 250.474 | 40,48 | 22      | -2  |
| - Presidente: Vicente Álvarez Areces - Gobierno: PSOE- IU/BA - Censo: 976.104 - Votantes: 623.149 (63,84%) - Abstención: 352.955 (36,16%) - Válidos: 618.716 - A candidatura: 604.573 (97,7%) | Partido Popular (PP)                              | Ovidio Sánchez                   | 242.396 | 39,18 | 19      | +4  |
| - Presidente: Vicente Álvarez Areces - Gobierno: PSOE- IU/BA - Censo: 976.104 - Votantes: 623.149 (63,84%) - Abstención: 352.955 (36,16%) - Válidos: 618.716 - A candidatura: 604.573 (97,7%) | Izquierda Unida-Bloque por Asturies (IU-BA)       | Francisco Javier García Valledor | 68.360  | 11,05 | 4       | +1  |
| - Presidente: Vicente Álvarez Areces - Gobierno: PSOE- IU/BA - Censo: 976.104 - Votantes: 623.149 (63,84%) - Abstención: 352.955 (36,16%) - Válidos: 618.716 - A candidatura: 604.573 (97,7%) | Unión Renovadora Asturiana (URAS)                 | Sergio Marqués                   | 17.552  | 2,84  | 0       | -3  |
| - Presidente: Vicente Álvarez Areces - Gobierno: PSOE- IU/BA - Censo: 976.104 - Votantes: 623.149 (63,84%) - Abstención: 352.955 (36,16%) - Válidos: 618.716 - A candidatura: 604.573 (97,7%) | Partíu Asturianista (PAS)                         | Xuan Xosé Sánchez                | 11.376  | 1,84  | 0       |     |
| - Presidente: Vicente Álvarez Areces - Gobierno: PSOE- IU/BA - Censo: 976.104 - Votantes: 623.149 (63,84%) - Abstención: 352.955 (36,16%) - Válidos: 618.716 - A candidatura: 604.573 (97,7%) | Los Verdes - Izquierda Verde d'Asturies (VERDES)  |                                  | 6.561   | 1,06  | 0       |     |
| - Presidente: Vicente Álvarez Areces - Gobierno: PSOE- IU/BA - Censo: 976.104 - Votantes: 623.149 (63,84%) - Abstención: 352.955 (36,16%) - Válidos: 618.716 - A candidatura: 604.573 (97,7%) | Andecha Astur (AA)                                |                                  | 3.821   | 0,62  | 0       |     |
| - Presidente: Vicente Álvarez Areces - Gobierno: PSOE- IU/BA - Censo: 976.104 - Votantes: 623.149 (63,84%) - Abstención: 352.955 (36,16%) - Válidos: 618.716 - A candidatura: 604.573 (97,7%) | Plataforma Defensa Tercera Edad (PLA.DE.TE)       |                                  | 1.297   | 0,21  | 0       |     |
| - Presidente: Vicente Álvarez Areces - Gobierno: PSOE- IU/BA - Censo: 976.104 - Votantes: 623.149 (63,84%) - Abstención: 352.955 (36,16%) - Válidos: 618.716 - A candidatura: 604.573 (97,7%) | Partido Comunista de los Pueblos de España (PCPE) |                                  | 1.211   | 0,20  | 0       |     |
| - Presidente: Vicente Álvarez Areces - Gobierno: PSOE- IU/BA - Censo: 976.104 - Votantes: 623.149 (63,84%) - Abstención: 352.955 (36,16%) - Válidos: 618.716 - A candidatura: 604.573 (97,7%) | Centro Democrático y Social (CDS)                 |                                  | 642     | 0,10  | 0       |     |
| - Presidente: Vicente Álvarez Areces - Gobierno: PSOE- IU/BA - Censo: 976.104 - Votantes: 623.149 (63,84%) - Abstención: 352.955 (36,16%) - Válidos: 618.716 - A candidatura: 604.573 (97,7%) | Conceyu Astur (CONCEYU)                           |                                  | 524     | 0,08  | 0       |     |
| - Presidente: Vicente Álvarez Areces - Gobierno: PSOE- IU/BA - Censo: 976.104 - Votantes: 623.149 (63,84%) - Abstención: 352.955 (36,16%) - Válidos: 618.716 - A candidatura: 604.573 (97,7%) | Convergencia Democrática Asturiana (CDAS)         |                                  | 359     | 0,06  | 0       |     |
| - Presidente: Vicente Álvarez Areces - Gobierno: PSOE- IU/BA - Censo: 976.104 - Votantes: 623.149 (63,84%) - Abstención: 352.955 (36,16%) - Válidos: 618.716 - A candidatura: 604.573 (97,7%) | En blanco                                         | N/A                              | 14.143  | 2,29  | N/A     | N/A |
| - Presidente: Vicente Álvarez Areces - Gobierno: PSOE- IU/BA - Censo: 976.104 - Votantes: 623.149 (63,84%) - Abstención: 352.955 (36,16%) - Válidos: 618.716 - A candidatura: 604.573 (97,7%) | Nulos                                             | N/A                              | 4.433   | 0,45  | N/A     | N/A |

## Por circunscripciones
| Circunscripción central |                                             |         |        |         |     |
| Resultados | Candidatura                                 | Votos   | %      | Escaños | +/- |
| - Censo: 772.379 - Votantes: 487.738 (63,15%) - Abstención: 284.641 (36,85%) - Blancos: 8.047 (1,04%) - Nulos: 2.455 (0,32%) | Partido Socialista Obrero Español (PSOE)    | 190.249 | 39,27% | 15      | 2   |
| - Censo: 772.379 - Votantes: 487.738 (63,15%) - Abstención: 284.641 (36,85%) - Blancos: 8.047 (1,04%) - Nulos: 2.455 (0,32%) | Partido Popular (PP)                        | 188.565 | 31,72% | 14      | 3   |
| - Censo: 772.379 - Votantes: 487.738 (63,15%) - Abstención: 284.641 (36,85%) - Blancos: 8.047 (1,04%) - Nulos: 2.455 (0,32%) | Izquierda Unida-Bloque por Asturies (IU-BA) | 59.871  | 12,36% | 4       | 1   |
| - Censo: 772.379 - Votantes: 487.738 (63,15%) - Abstención: 284.641 (36,85%) - Blancos: 8.047 (1,04%) - Nulos: 2.455 (0,32%) | Unión Renovadora Asturiana (URAS)           | 11.756  | 2,43%  | 0       | 2   |

| Circunscripción occidental                                                                                              |                                             |        |        |         |     |
| Resultados | Candidatura                                 | Votos  | %      | Escaños | +/- |
| - Censo: 128.660 - Votantes: 84.599 (65,75%) - Abstención: 44.061 (34,25%) - Blancos: 1.464 (1,14%) - Nulos: 771 (0,6%) | Partido Socialista Obrero Español (PSOE)    | 38.173 | 45,54% | 4       | =   |
| - Censo: 128.660 - Votantes: 84.599 (65,75%) - Abstención: 44.061 (34,25%) - Blancos: 1.464 (1,14%) - Nulos: 771 (0,6%) | Partido Popular (PP)                        | 27.660 | 38,38% | 3       | 1   |
| - Censo: 128.660 - Votantes: 84.599 (65,75%) - Abstención: 44.061 (34,25%) - Blancos: 1.464 (1,14%) - Nulos: 771 (0,6%) | Izquierda Unida-Bloque por Asturies (IU-BA) | 5.912  | 7,05%  | 0       | =   |
| - Censo: 128.660 - Votantes: 84.599 (65,75%) - Abstención: 44.061 (34,25%) - Blancos: 1.464 (1,14%) - Nulos: 771 (0,6%) | Unión Renovadora Asturiana (URAS)           | 4.041  | 4,82%  | 0       | 1   |

| Circunscripción oriental                                                                                              |                                          |        |        |         |     |
| Resultados | Candidatura                              | Votos  | %      | Escaños | +/- |
| - Censo: 76.282 - Votantes: 50.674 (66,43%) - Abstención: 25.608 (33,57%) - Blancos: 638 (0,84%) - Nulos: 434 (0,57%) | Partido Socialista Obrero Español (PSOE) | 22.052 | 43,75% | 3       | =   |
| - Censo: 76.282 - Votantes: 50.674 (66,43%) - Abstención: 25.608 (33,57%) - Blancos: 638 (0,84%) - Nulos: 434 (0,57%) | Partido Popular (PP)                     | 21.660 | 42,95% | 2       | =   |

## Acontecimientos posteriores
Tras una serie de negociaciones, Areces logró llegar a un acuerdo con Izquierda Unida y Bloque por Asturies para que estos le apoyaran en la sesión de investidura. A cambio, se formaba un gobierno de coalición con la participación de IU y Bloque por Asturies. Areces fue investido Presidente de Asturias el 4 de julio de 2003 con el apoyo de la FSA-PSOE e IU.